# Ettore Sozzi
Ettore Sozzi (Città di San Marino, ... – ...; fl. XX secolo) è stato un militare sammarinese comandante della Gendarmeria durante i Fatti di Rovereta.
Il 10 giugno 1957 il governo provvisorio gli concesse i pieni poteri per la gestione dell'ordine pubblico e la riorganizzazione della Gendarmeria in città.
Si dimostrò all'altezza del compito riuscendo a ristabilire l'ordine cittadino. 
Successivamente la reggenza riconobbe il governo provvisorio e fu sciolta la Milizia volontaria.